# Monreal (Masbate)
Monreal ist eine philippinische Stadtgemeinde in der Provinz Masbate. Sie hat 26.614 Einwohner (Zensus 1. August 2015).

## Baranggays
Monreal ist politisch in elf Baranggays unterteilt.
| - Cantorna - Famosa - Guinhadap - Macarthur | - Maglambong - Morocborocan - Poblacion - Real | - Rizal - Santo Niño - Togoron |